# 宇都宮市立陽北中学校
宇都宮市立陽北中学校（うつのみやしりつようほくちゅうがっこう）は、栃木県宇都宮市今泉町にある公立の中学校である。

## 沿革
- 1947年（昭和22年）4月 - 宇都宮市立陽北中学校として発足
- 1967年（昭和42年）7月 - プール開設

## 部活動
| 運動部 - 剣道部 - サッカー部 - 柔道部 - 新体操・体操競技部 - 水泳競技部 - ソフトテニス部 - 卓球部 - バスケットボール部 - バドミントン部 - バレーボール部 - 野球部 - 陸上競技部 - 駅伝部（特設） | 文化部 - 科学技術部 - 吹奏楽部 - 美術部 |

## 通学区域
宇都宮市立東小学校、宇都宮市立錦小学校、宇都宮市立豊郷南小学校の三小学校区からなる。
宇都宮市
- 一番町の一部
- 今泉町の一部
- 今泉新町
- 今泉1丁目 - 5丁目
- 岩曽町の一部
- 駅前通り1丁目の一部
- 大曽1丁目 - 5丁目
- 大通り1丁目 - 2丁目，大通り3丁目の一部，大通り4丁目の一部，大通り5丁目
- 上大曽町
- 栄町
- 千波町
- 竹林町
- 仲町
- 中今泉1丁目 - 2丁目，中今泉3丁目の一部
- 錦1丁目 - 3丁目
- 塙田1丁目の一部，塙田2丁目の一部，塙田3丁目 - 4丁目
- 馬場通り3丁目の一部，馬場通り4丁目の一部
- 東塙田1丁目 - 2丁目
- 宮町の一部
- 八幡台の一部
- 山本1丁目の一部

通学距離は3km以内としていて、通学距離が2km以上となる場合は、自転車通学を認めている。

## アクセス
- 宇都宮駅より関東自動車の路線バスで、済生会病院方面、白沢方面、竹林経由平出工業団地行などで「陽北中学校入口」下車、徒歩3分[6]

## 卒業生
- 安藤梢 - サッカー選手（浦和レッドダイヤモンズ・レディース）[7]
- 小口正範 - 実業家（日本原子力研究開発機構理事長、三菱重工業副社長）[8]
- 小島佑太 - バスケットボール選手[9]